# Brug 644

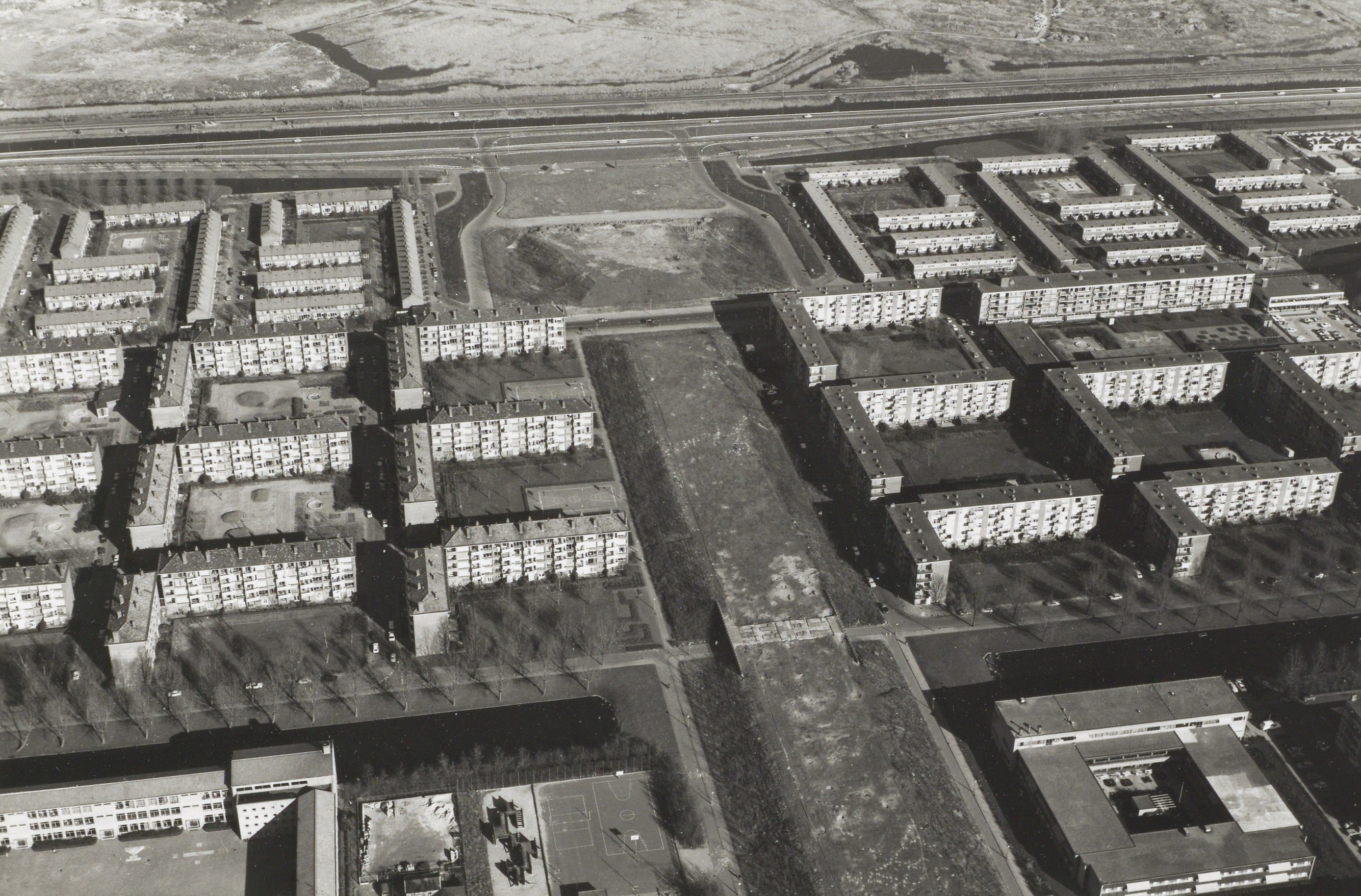
1975:Van boven naar beneden Abraham Kuyperlaan met daar dwars op van boven naar beneden Haarlemmerweg (geen viaduct), Ruys de Beerenbrouckstraat (geen viaduct) en Albardagracht (wel viaduct)

Brug 644 was een bouwkundig kunstwerk in Amsterdam Nieuw-West.
Het dijklichaam voor de doorgaande verkeersweg Abraham Kuyperlaan werd in de jaren zestig aangelegd. De opzet was dat zij als een soort snelweg functioneerde zonder gelijkvloerse kruisingen. Tijdens de aanleg werden er ook kunstwerken gebouwd maar een directe verbinding tussen de laan en Haarlemmerweg met een viaduct over de Ruys de Beerenbrouckstraat bleef uit. In het dijklichaam van de Abraham Kuyperlaan zat een doorbraak. Rond 1983 werd dan toch dit ontbrekende viaduct naar ontwerp van Dirk Sterenberg van de Dienst der Publieke Werken gebouwd en een jaar later opengesteld voor het verkeer. 
Amper tien jaar later had de gemeente een ander inzicht voor de afhandeling van verkeersstromen (het dijklichaam werd als obstakel ervaren) en werd het viaduct rond 1996 buiten gebruik gesteld. Rond 2000 werd de gehele Abraham Kuyperlaan afgegraven en verdween het viaduct. Volgens de "Nota waarderings- en afschrijvingsbeleid" van de rijksoverheid heeft een betonnen viaduct een afschrijvingstermijn van 90 jaar. Met een gebruik van amper 12 jaar was er sprake van een grote kapitaalvernietiging door de gemeente.   
Met de sloop ging ook een werk van Sterenberg als kunstenaar verloren. Hij had beide landhoofden voorzien van reliëfs. 
In het zuidelijk landhoofd bevond zich een schuilkelder van de Bescherming Bevolking, met plaats voor 500 of 1000 personen. De bunker is met de sloop van het viaduct ook verdwenen.
<<< · 600 · 601 · 602 · 603 · 604 · 605 · 606 · 607 · 608 · 609 · 610 · 611 · 612 · 613 · 614 · 615 · 616 · 617 · 618 · 619 · 620 · 621 · 622 · 623 · 624 · 626 · 627 · 628 · 629 · 630 · 631 · 632 · 633 · 634 · 635 · 636 · 637 · 638 · 639 · 643 · 651 · 652 · 653 · 655 · 656 · 657 · 658 · 659 · 660 · 661 · 662 · 663 · 664 · 665 · 666 · 667 · 668 · 669 · 670 · 671 · 673 · 674 · 675 · 676 · 677 · 678 · 679 · 681 · 682 · 683 · 684 · 685 · 687 · 688 · 689 · 690 · 691 · 692 · 695 · 696 · 699 · >>>
Verdwenen brugnummers: 625 (afgebroken brug Sam van Houtenstraat), 640, 644, 645, 646, 647, 648, 650, 672 (duiker Cornelis Lelylaan, Rembrandtpark), 694, 698.
Nooit gebouwd: 649, 680 (nooit gebouwde brug Sloterplas).
Brugnummers 641, 642, 654, 686, 693, 694 en 697 zijn onbekend.